# 小田切昌快
小田切 昌快（おだぎり まさよし）は、江戸時代前期の徳川家家臣（旗本）。致仕号は松月。

## 経歴
長谷川長重の次男として生まれ、小田切昌次の養子となり、その養女を妻とした。寛永5年（1628年）、将軍徳川家光に拝謁し、同年4月14日（5月17日）に大番に列す。寛永7年（1630年）および翌8年、蔵米計200俵を給される。寛永10年（1633年）5月19日に200石を加増され、蔵米を采地に改められ相模国大住郡落幡村に400石を知行し、その後御蔵奉行となった。慶安4年（1651年）9月29日に書院番頭に任じられ、後に奏者番を務めた。